# Хёрд, Тиомбе
Тиомбе Хёрд (англ. Tiombé Hurd; род. 17 августа 1973, Сиэтл, Вашингтон) — американская легкоатлетка, специалистка по тройным прыжкам. Выступала за сборную США по лёгкой атлетике в 1990-х и 2000-х годах, обладательница бронзовых медалей Игр доброй воли и чемпионата мира в помещении, победительница и призёрка первенств национального значения, участница летних Олимпийских игр в Афинах.

## Биография
Тиомбе Хёрд родилась 17 августа 1973 года в Сиэтле, штат Вашингтон.
Занималась лёгкой атлетикой во время учёбы в Университете Джеймса Мэдисона, состояла в университетской легкоатлетической команде James Madison Dukes, успешно выступала на различных студенческих соревнованиях в США, в частности в 1993 году прыгала тройным в первом дивизионе чемпионата Национальной ассоциации студенческого спорта (NCAA).
Впервые заявила о себе на международном уровне в сезоне 1995 года, когда вошла в состав американской сборной и выступила на Всемирной Универсиаде в Фукуоке, где в зачёте тройного прыжка стала восьмой.
В 1998 году в той же дисциплине завоевала бронзовую награду на домашних Играх доброй воли в Нью-Йорке.
В 1999 году заняла пятое место на Панамериканских играх в Виннипеге.
В 2001 году с личным рекордом 14,19 выиграла бронзовую медаль на чемпионате мира в помещении в Лиссабоне, одержала победу на чемпионате США в Юджине, выступила на чемпионате мира в Эдмонтоне, показала шестой результат на Играх доброй воли в Брисбене.
В 2003 году стала пятой на Панамериканских играх в Санто-Доминго.
В 2004 году на чемпионате США, прошедшем в рамках национального олимпийского отборочного турнира в Сакраменто, с личным рекордом на открытом стадионе 14,45 превзошла в всех соперниц в программе тройного прыжка и тем самым удостоилась права защищать честь страны на летних Олимпийских играх в Афинах. На Олимпиаде в ходе предварительного квалификационного этапа прыгнула на 13,98 метра, чего оказалось недостаточно для выхода в финал.
В 2007 году заняла пятое место на чемпионате Северной Америки, Центральной Америки и Карибского бассейна в Сан-Сальвадоре.
Завершила спортивную карьеру по окончании сезона 2016 года.